# HMS Invincible (1765)
HMS Invincible (1765) — 74-пушечный линейный корабль 3 ранга Королевского флота, второй корабль, названный Invincible.
Заказан 4 ноября 1761 года. Спущен на воду 9 марта 1765 года на королевской верфи в Дептфорде. Принадлежал к «обычным» 74-пушечным, строившимся для восполнения убыли кораблей во время Семилетней войны.
В период мира с 1765 по 1775 год хранился в отстое. Вошёл в строй в Портсмуте в 1776 году.

## Служба

### Американская война за независимость
Участвовал в Американской революционной войне.
1776 — ноябрь, вошёл в строй, капитан Хайд Паркер.
1778 — капитан Энтони Парри (англ. Anthony Parrey), под брейд-вымпелом коммодора Джона Эванса (англ. John Evans); 9 июня с эскадрой Байрона ушёл в Северную Америку, оттуда на Ньюфаундленд, затем в Англию.
1779 — апрель-май, оснащение и обшивка медью в Портсмуте; капитан Джон Лафоре́ (англ. John Laforey), в составе флота Харди; июль,(?) капитан Самуэль Корниш (англ. Samuel Cornish).
1780 — 8 января с эскадрой Родни участвовал в нападении на корабли Компании Каракаса; 16 января с ним же был в Битве при лунном свете, затем сопровождал конвой на Минорку; апрель, капитан Джордж Фальконер (англ. George Falconer), вошёл в эскадру Грейвза; назначен в Вест-Индию, но команда взбунтовалась.

### Бунт
Invincible был одним из кораблей эскадры коммодора Уолсигема (англ. Charles Walsingham) в Спитхеде, предназначенных идти в Вест-Индию, в ответ на появление французской эскадры де Гишена. Но команда отказалась выбрать якорь прежде, чем ей выплатят жалование, которое, по словам людей, им задолжали.
Актом Парламента об улучшении оплаты моряков Королевского флота статьей 5 в частности предусматривалось, что если какой-либо корабль Его величества находится в море и команде следуют «морские» за 12 месяцев или более, то по возвращении он «должен произвести немедленную выплату задолжного жалования». Согласно статье 6, процедура должна была быть следующей:

…как только корабль, которому шло морское жалование двенадцать месяцев или более, приходит в любой порт Великобритании, или к её берегам, капитан или коммандер немедленно прикажет составить пять экземпляров расчётных книг, за все время, пока кораблю следовала оплата, кроме последних шести месяцев, и немедленно отправит, с первой безопасной оказией, эти книги, вкупе с тремя алфавитными списками и вещевой книгой, комиссарам флота в их Военно-морской комитет, и как только такой корабль будет или придёт в любой порт Великобритании, где имеется комиссар, оный комиссар флота испросит необходимые суммы денег и произведёт немедленную выплату всех положенных жалований, за вычетом аванса и удержаний, оставляя всегда последние шесть месяцев неоплаченными, но не более… В месяце считать двадцать восемь дней.
Оригинальный текст (англ.)
as often as any ship shall have been in sea pay for twelve months, or more, shall be or arrive in any port of Great Britain, ot the cost thereof, the Captain, or Commander, shall immediately cause five complete pay books to be made out for all the time such ships have been in pay, except the last six months, and forwith transmit, by the first safe opportunity, such books, together with three alphabets, and a slop book, to the Commissioners of the Navy at their Board, and so soon as such ship shall be or arrive in any port of Great Britain, where there is a Commissioner of the Navy, the said Commissioner of the Navy shall solicit the necessary sums of money and shall cause the immediate payment to be made, of all wages due, deducting the advance money and all defalcations, leaving always six months unpaid, and no more… The month shall consist of twenty-eight days.

На этих двух статьях моряки Invincible и основывали свои претензии получить оплату прежде, чем корабль выйдет в море. По части жалования, считая 28 дней в месяце, им полагалась выплата за 6 месяцев, но по календарным месяцам, до срока был ещё почти месяц. Это был особый случай, из-за разницы в календарном и фискальном месяцах, но вообще подобные отказы случались нередко, и команды всегда ссылались на акт Парламента. Однако в прямом противоречии с отказом выйти в море находится статья 14 Военно-морского устава (англ. Articles of War):

Если получен приказ к бою, или любой службе в море, всякий человек, или люди, на флоте, намеренные отклонить бой, или службу, под предлогом задержки жалованья, или любым другим предлогом, всякий повинный в этом будет осужден судом Военного трибунала к смерти, или другому наказанию, какое Военный трибунал сочтет заслуженным по тяжести вины.

Моряки Invincible прибегли к методам, и ранее практиковавшимся в таких случаях. Они были единодушны в отказе выбрать якорь, но во всех прочих отношениях подчинялись своим офицерам. Командующий в Портсмуте, адмирал сэр Томас Пай, посылал на борт нескольких капитанов, чтобы убедить команду вернуться к исполнению долга. Но убеждения редко достигают цели в подобных случаях; они оказались бездейственны. Использовались и угрозы. 74-пушечный HMS Alexander получил приказ подтянуться и встать борт о борт с Invincible, и начались приготовления к бою. Но судя по всему, и это не возымело решающего действия. Корабль не вышел в море с коммодором Уолсингемом, и следовательно, команда достигла того, ради чего пошла на неподчинение: не идти в Вест-Индию без выплаты жалования.
Правда, четверо были арестованы, позже предстали перед трибуналом, и двое из них были осуждены к 500 плетям каждый. Но поскольку вся команда была в почти таких же обстоятельствах, что эти двое, то видимо, исполнить наказание не сочли подобающим.

### Вест-Индия и Северная Америка
Позже в 1780 году корабль принял капитан Чарльз Секстон (англ. Charles Sexton); был с флотом адмирала Гири, затем адмирала Дарби; 29 ноября с эскадрой Худа ушёл в Вест-Индию.
1781 — 3 февраля был при острове Св. Евстафия; 29−30 апреля был при Мартинике; май, временный капитан Ричард Бикертон, был с эскадрой Дрейка при Тобаго; ушёл с Худом в Северную Америку; 5 сентября был при Чесапике; с Худом вернулся в Вест-Индию.
1782 — 25−26 января был при Сент-Киттсе; ушёл для ремонта на Ямайку; 21 июля с адмиралом Пиготом ушёл в Америку; с 5 сентября по 10 октября в Нью-Йорке; ноябрь, в блокаде Кап-Франсуа.
1783 — февраль, с эскадрой коммодора Аффлека при Пуэрто-Кабельо; 19 февраля отбил 44-пушечный HMS Argo; капитан Секстон сдал командование.
1784 — февраль, подготовлен в отстой в Плимуте.
1788 — ноябрь, большой ремонт в Чатеме по июль 1791 года.

### Французские революционные войны
Участвовал во Французских революционных войнах.
1794 — капитан Томас Пакенхем (англ. Thomas Packenham).
Invincible принял участие в боях 29 мая и 1 июня 1794 года.
В первый день он сражался с тремя линейными кораблями, и дважды был подожжён калёными ядрами Brutus, 50-пушечного razée. Грот-стеньга была сбита выстрелом, фок- и грот-мачты и нижние реи покалечены. 10 человек команды были убиты и 21 ранен.
В день Славного Первого июня он потерял ещё 4 человека убитыми и 10 ранеными, сражаясь с Juste, и опять был выведен из строя. Juste был взят в плен и уцелел только потому, что лейтенант Генри Блэквуд (англ. Henry Blackwood) заметил как французский капитан, уже смертельно раненый, ползет с зажжённым фитилем к крюйт-камере. Лорд Хау, видя беспомощное состояние Invincible, послал HMS Venus и HMS Aquilon отбуксировать его из линии, но капитан Пакенхем сказал им, что не нуждается в иной помощи, кроме как все пыжи и банники, какими они могут поделиться, и указал им корабль, который можно буксировать в линию.
1799 — капитан Кэйли (англ. W. Cayley), Вест-Индия.
20 августа 1800 года вошёл в Английский канал с конвоем из 40 судов с Мартиники. Конвой разделился у островов Силли, HMS Scourge повел 11 судов в Бристольский канал.
1801 — капитан Джон Ренни (англ. John Rennie). Флагман контр-адмирала Томаса Тотти (англ. Thomas Totty).

## Гибель
Утром в понедельник, 16 марта 1801 года корабль вышел из Ярмута в Саунд, чтобы присоединиться к флоту сэра Хайда Паркера, уже адмирала. Около 2 часов пополудни наскочил на мель Хасборо-сэндз. В течение почти трёх часов корабль било о грунт, после чего рухнула бизань-мачта. Немедленно была срублена грот-мачта, и корабль сошёл с мели в три с половиной фатома на глубину семнадцать фатом. К несчастью, он при этом потерял руль, стал неуправляем и снова сел на банку.
Были спущены две шлюпки, в одну сошли адмирал, баталер, четыре мичмана, трое адмиральских слуг и некоторое число моряков; другая была также полна людьми. Их принял на борт оказавшийся рядом рыбацкий смок. Шлюпки вернулись к Invincible, но одну при подходе к смоку отослали, люди с неё были спасены угольщиком. Тем временем корабль погружался на глубоком месте. Был спущен катер, все кто мог спрыгнули в него, и только успели отойти из-под кормы, как Invincible исчез под водой.
Капитан Ренни и остальные офицеры, за исключением лейтенантов Такера (англ. Tucker) и Квоша (англ. Quash), а также все офицеры морской пехоты и большинство команды погибли. Около 70 или 80 человек были спасены катером. Погибло свыше 400 человек, среди которых было несколько пассажиров, направлявшихся на другие корабли эскадры Северного моря.
Спасены следующие офицеры и унтер-офицеры: Адмирал Тотти; лейтенант Квош; лейтенант Такер; лейтенант Ивли (англ. Eveley, HMS London); Уайтуэй (англ. Whiteway), штурманский помощник; Стаут (англ. Stout), штурманский помощник; Такер (англ. Tucker) штурманский помощник; Вилсон (англ. Wilson), мичман; Поуп (англ. Pope) старшина; Клайд (англ. Clyde), баталер; Финни (англ. Finney), старшина; Ноулс (англ. Knowles), боцман; Престон (англ. Preston), старшина.
- Офицеров и матросов 177
- Морских пехотинцев 19
- Всего 196

Два матроса выжили, цепляясь за кусок кормовой галереи, отломившейся когда корабль пошёл ко дну. Их спас бриг Briton из Сандерленд, после двух дней и ночей проведенных в воде. У них не было никакой провизии, только немного табака. Один из них, Даниэл Брайан (англ. Daniel Brian), потерял слух и получил множество ушибов.

## Последствия и память
Срочно созванное в Ширнесс на борту HMS Ruby разбирательство освободило адмирала и капитана (посмертно) от ответственности за потерю корабля, и возложило вину на портового лоцмана и мастера (посмертно).
Останки многих из команды были случайно обнаружены в 1988 году в общей могиле при церкви в Хэпписбург (Норфолк). На ней в 1998 году была установлена памятная плита.